# Sablon (géologie)
Pour les articles homonymes, voir Sablon.
Les sablons sont, en géologie, des sables très fins dont la granulométrie s'étend de 20 à 200 µm selon la classification d'André Cailleux et de Georges Plaisance (1958) dans leur dictionnaire des sols. Leur classification, très facile à mémoriser, procède pas à pas, par ordre de grandeur toujours selon des multiples du nombre deux :
- argiles :  < 2 µm ;
- pré-colloïdes : 2 µm ;
- limons : 20 µm ;
- sablons : 200 µm ;
- sables : 2 mm ;
- gravillons : 20 mm ;
- galets ou cailloux : 200 mm ;
- blocs : > 256 mm.